# Tela chlorosoma
Tela chlorosoma är en insektsart som beskrevs av Morgan Hebard 1932. Tela chlorosoma ingår i släktet Tela och familjen gräshoppor. Inga underarter finns listade i Catalogue of Life.